# Sauber C31
A Sauber C31 egy Formula–1-es versenyautó, amit a Sauber tervezett és versenyeztetett a 2012-es Formula–1 világbajnokság során. Pilótái Kobajasi Kamui és Sergio Pérez voltak.

## Tervezés
Az autó egyik tervezője James Key volt, aki nem sokkal a bemutató előtt jelentette be, hogy otthagyja a csapatot. Külsőre szembetűnő különbség volt az az évi szabálymódosítások miatt adaptált, kacsacsőrre emlékeztető orr - az orrkúpnak alacsonyan kellett lennie, biztonsági okok miatt, ugyanakkor aerodinamikailag a magasabban fekvő kasztni volt az előnyösebb, ezért egy lépcső került kialakításra. A C31-esen már jóval több szponzori matrica volt megtalálható, mint elődein, őket főként Pérez, illetve a teszt- és tartalékpilótaként a csapathoz került Esteban Gutierrez hozták magukkal.

## A szezon
Az autó meglehetősen jól sikerült, magabiztos konstruktőri hatodik helyet ért el vele a csapat az év végén. Emellett összejött két leggyorsabb kör, négy dobogó, 13 versenyen pedig az időmérő harmadik szakaszába is bejutottak. Gyorsasága és versenyképessége ellenére bizonyos pályákon nem találták a megfelelő beállításokat, ez volt a gyengélkedés egyik oka.
Rögtön az év második versenyén összejött egy második hely Malajziában Pérez által, aki a győzelemre is esélyes volt. Kanadában ugyancsak ő szerzett egy harmadik helyet. Németországban Kobajasi negyedik, Pérez hatodik lett, ez volt a csapat történetének az addigi legjobb eredménye. Belgiumban Kobajasi a második, Pérez a harmadik helyről indulhatott, ez a csapat addigi legjobb időmérős eredménye volt - a versenyüket azonban hamar tönkretette Romain Grosjean, aki rajtbalesetet okozott, és emiatt Pérez azonnal kiesett, a sérült autóval elevickélő Kobajasi pedig csak tizenhamadik lett. A harmadik dobogó ismét Pérez nevéhez fűződik, aki Olaszországban lett második, Kobajasi pedig hazai közönség előtt, Japánban harmadik.
Privát teszteken több versenyző is vezethette a C31-est. Fioranóban Simona de Silvestro, Valenciában Adderly Fong és Roy Nissany.

## Eredmények
(Táblázat értelmezése)

(Félkövér: pole-pozícióból indult; dőlt: leggyorsabb kört futott) 

| Év   | Csapat         | Motor       | Gumik | Pilóták  | 1   | 2   | 3   | 4   | 5   | 6   | 7   | 8   | 9   | 10  | 11  | 12  | 13  | 14  | 15  | 16  | 17  | 18  | 19  | 20  | Pontok | Helyezés |
| ---- | -------------- | ----------- | ----- | -------- | --- | --- | --- | --- | --- | --- | --- | --- | --- | --- | --- | --- | --- | --- | --- | --- | --- | --- | --- | --- | ------ | -------- |
| 2012 | Sauber F1 Team | Ferrari 056 | P     |          | AUS | MAL | CHN | BHR | ESP | MON | CAN | EUR | GBR | GER | HUN | BEL | ITA | SIN | JPN | KOR | IND | ABU | USA | BRA | 126    | 6.       |
| 2012 | Sauber F1 Team | Ferrari 056 | P     | Kobajasi | 6   | KI  | 10  | 13  | 5   | KI  | 9   | KI  | 11  | 4   | 18† | 13  | 9   | 13  | 3   | KI  | 14  | 6   | 14  | 9   | 126    | 6.       |
| 2012 | Sauber F1 Team | Ferrari 056 | P     | Pérez    | 8   | 2   | 11  | 11  | KI  | 11  | 3   | 9   | KI  | 6   | 14  | KI  | 2   | 10  | KI  | 11  | KI  | 15  | 11  | KI  | 126    | 6.       |

Megjegyzés:
- † – Nem fejezte be a futamot, de rangsorolva lett, mert teljesítette a versenytáv 90%-át.